# Titterten
Titterten es una comuna suiza del cantón de Basilea-Campiña, situada en el distrito de Waldenburgo. Limita al norte con la comuna de Arboldswil, al este con Niederdorf y  Oberdorf, al sur con Liedertswil, y al oeste con Reigoldswil.

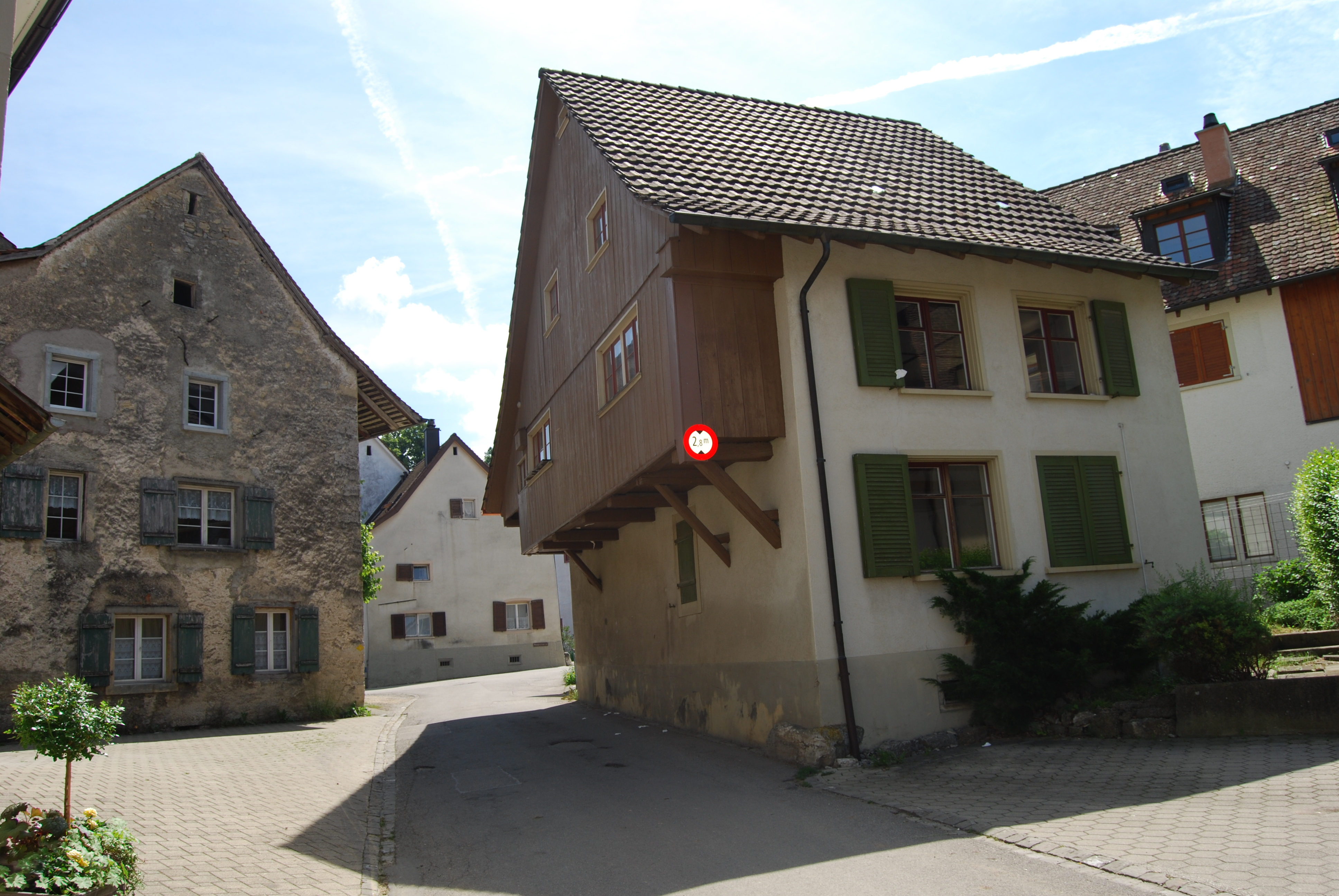
Titterten